# 9204 Мьоріке
9204 Мьоріке (9204 Mörike) — астероїд головного поясу, відкритий 4 серпня 1994 року.
Тіссеранів параметр щодо Юпітера — 3,560.